# Naučni dokaz
Naučni dokaz je evidencija koja služi za podršku ili suprotstavljanje naučnoj teoriji ili hipotezi, iako naučnici takođe koriste dokaze na druge načine, kao što je kada primenjuju teorije na praktične probleme. Očekuje se da takvi dokazi budu empirijski dokazi i da su interpretativni u skladu sa naučnim metodom. Standardi za naučne dokaze variraju u zavisnosti od oblasti istraživanja, ali snaga naučnih dokaza se generalno zasniva na rezultatima statističke analize i snazi naučnih kontrola.

## Koncept naučnog dokaza
Dok se fraza „naučni dokaz“ često koristi u popularnim medijima, mnogi naučnici i filozofi tvrde da zaista ne postoji takva stvar kao što je nepogrešiv dokaz. Na primer, Karl Poper je jednom napisao da „U empirijskim naukama, koje nam jedino mogu pružiti informacije o svetu u kome živimo, dokazi se ne pojavljuju, ako pod 'dokazom' mislimo na argument koji jednom zauvek utvrđuje istinu teorije."" Albert Ajnštajn je rekao:
Naučnom teoretičaru nije za zavideti. Jer, priroda, tačnije eksperiment, je neumoljiv i ne baš prijateljski sudija njegovog rada. Nikada ne kaže „da” teoriji. U najpovoljnijim slučajevima kaže „Možda”, a u velikoj većini slučajeva jednostavno „ne”. Ako se eksperiment slaže sa teorijom, to za potonju znači „možda”, a ako se ne slaže to znači „ne”. Verovatno će svaka teorija jednog dana iskusiti svoje „ne“ — većina teorija, ubrzo nakon začeća.
Međutim, za razliku od ideala nepogrešivog dokaza, u praksi se može reći da su teorije dokazane prema nekom standardu dokaza koji se koristi u datom istraživanju. U ovom ograničenom smislu, dokaz je visok stepen prihvatanja teorije nakon procesa istraživanja i kritičke evaluacije prema standardima naučne zajednice.